# Olga Alexandrowna Brusnikina
Olga Alexandrowna Brusnikina (russisch Ольга Александровна Брусникина; * 9. November 1978 in Moskau, Sowjetunion) ist eine russische Synchronschwimmerin, dreifache Olympiasiegerin, viermalige Weltmeisterin und zehnmalige Europameisterin.

## Sportliche Karriere
Bereits mit 17 Jahren nahm Brusnikina an den XXVI. Olympischen Sommerspielen 1996 in Atlanta teil und belegte mit dem russischen Team den vierten Platz.
Zusammen mit Marija Kisseljowa wurde Brusnikina drei Mal Olympiasiegerin im Synchronschwimmen, im Duett und im Team bei den Olympischen Sommerspielen 2000 in Sydney und im Team bei den Olympischen Sommerspielen 2004 in Athen.
1998 in Perth und 2003 in Barcelona wurde Brusnikina Weltmeisterin im Synchronschwimmen mit dem russischen Team. Bei den Schwimmweltmeisterschaften 2001 in Fukuoka gewann sie die Goldmedaille im Einzel und bei den Schwimmweltmeisterschaften 1998 in Perth wurde sie Weltmeisterin im Duett mit Olga Sedakowa.
Bei den Europameisterschaften konnte Brusnikina zwischen 1993 und 2004 zehn Mal den Europameistertitel holen, sechs Mal im Team, drei Mal im Duett und ein Mal im Einzel.

## Leben nach dem Sport
Olga Brusnikina ist verheiratet mit dem russischen Wasserball-Spieler Sergei Jewstignejew, am 14. August 2006 gebar sie ihren gemeinsamen Sohn Ilja. Seit 2006 arbeitet sie in einer Sport-Kommission beim Nationalen Olympischen Komitee Russlands.

## Auszeichnungen
- Verdienter Meister des Sports Russlands[6]
- Orden der Ehre (2001)[7][8]